# رودولف تایتسنار
رودولف تایتسنار (اسلواکی: Rudolf Tajcnár; ۱۷ آوریل ۱۹۴۸ – ۲ اوت ۲۰۰۵) بازیکن هاکی روی یخ اهل چکسلواکی بود.